# Zaleptus cinctus
Zaleptus cinctus is een hooiwagen uit de familie Sclerosomatidae.